# 丁澈士
丁澈士（1956年8月15日—）為臺灣學者，國立屏東科技大學名譽教授，曾任土木工程系教授、水資源教育及研究中心主任、土木工程系主任、工學院院長。

## 經歷
丁澈士出生於高屏溪河畔的高雄縣大寮鄉，自荷蘭攻讀博士回國後，開始投入高屏地區水資源研究，為解決屏東地層下陷問題，首次引進國外「儲存地表水補注地下水」概念，推動引林邊溪水補注地下水以減緩地層下陷的「大潮州人工湖計畫」，此等成就，於2018年榮獲經濟部水利署頒發「全國水利傑出貢獻獎－大禹獎」表揚；而最投入的為「屏東縣偉大的水利工程－二峰圳」，丁澈士發現近百年的水利設施直到現在仍穩定供應乾淨的水質，不得不佩服當年日籍工程師鳥居信平的智慧，為研究二峰圳，丁澈士走破不知道幾雙鞋，還被形容為「鳥居澈士」，因為精神不輸當年鳥居信平。

## 荣誉
- 全國水利傑出貢獻獎 大禹獎（2018年）[10]
- 第二屆臺灣真英雄HERO@TAIWAN (2024年) [11]

### 外国勋章奖章
- 旭日中绶章（日本，2023年4月29日公布[12]）